# Xbox开发工具包
Xbox开发工具包（英語：Xbox Development Kit, XDK）是微软推出的针对Xbox游戏系统的软件开发工具包。它包括一个函式库、一个编译器和若干个用来为Xbox创建软件的工具。Xbox开发工具包具有一个选项，该选项可以将该工具包与Microsoft Visual Studio 2002或2003版本整合起来。如果用户需要开发应用程序或者游戏程序，就需要使用该选项。Xbox开发工具包还包括了一个用来录像的工具，这个工具在高清截图和视频截取过程中应用广泛。